# 指導教諭
指導教諭（しどうきょうゆ）とは、児童・生徒の教育または幼児の保育をつかさどり、並びに教諭その他の職員に対して、教育指導の改善および充実または保育の改善及び充実のために必要な指導及び助言を行う学校職員のことである。

## 概要
2007年の学校教育法改正により、副校長（副園長）や主幹教諭とともに新設された任意設置の学校職員。一般の教諭と同様に、児童生徒の教育または幼児の保育をつかさどるとともに、模範授業、授業観察、研修会等を通じて他の教諭等に教育・保育に関する指導及び助言をする。各相当学校の教諭の免許状が必要であり、教諭の上位職とも考えることができるが、他の職員に職務命令を発する立場にはない。
学校教育法に定義されていないときは、学校の設置者ごとにさまざまな内部呼称を使用していた。公立学校の事例では、たとえば大阪府では、専門的な知識や経験を活用し教職員の指導力の向上を図る「指導教諭」という役職をかつてから置いていた。